# Slam (musikgrupp)
Slam, marknadsförd med stavningen SLAM,  var en musikgrupp som bestod av tre barn från Lund och ett barn från Göteborg, och som var aktiv  2000.[källa behövs] På sitt enda kända album, Mittemellan liten och stor, sjöng gruppen moderna barnvisor skrivna och komponerade av Bim Wikström. Gruppen utgjordes av nuvarande  skådespelarna Samuel Haus och Linn Bülow samt Bim Wikströms döttrar Amanda och Matilda Wikström. Efter Abbas förebild var gruppnamnet bildat av begynnelsebokstäverna i medlemmarnas förnamn.
Gruppens  skiva, Mittemellan liten och stor, gavs ut av Egmont Music. och nominerades 2001 till en Grammis i klassen Årets barn.

## Album
- Mittemellan liten och stor (2000)

### Låtar
- Mittemellan
- Köpblues
- Salta fiskar
- Förlåt att jag ljög
- Baby-rap
- Långa fötter
- Första gången sången
- Sova Bossanova
- Framtidsvalsen
- Äntligen rast
- Veckopeng-sväng
- Protest
- Syskonkärlek